# Йосип (патріарх Московський)
Патріарх Йосип (?, Владимир — 15 квітня 1652 року , Москва) — п'ятий Патріарх Московський і всієї Русі

## Життєпис
Про його життя до патріархату практично нічого не відомо. За одними даними, він народився у Володимирі, де його брат служив соборним протоієреєм.
В 1636 році в день Світлого Христового Воскресіння обідав у царя Михайла Федоровича.
Із 1639 року — архімандрит Симонова монастиря.
У 1642 році став патріархом. Помер у 1652 році..
Після смерті патріарха Філарета у 1633 році патріарший престол залишався вакантним близько року. У 1634 році Собор єпископів Московської церкви обрав Йосипа новим патріархом.
Його патріаршество припало на період відновлення державності після Смутного часу. Патріарх Йосип займався внутрішньоцерковними справами, опікувався монастирями, підтримував богослужбову практику та сприяв виданню нових церковних книг.

## Оцінка діяльності
Патріарх Йосип увійшов в історію як мирний та спокійний церковний діяч, який зберігав стабільність і порядок у житті Церкви, не проводячи кардинальних реформ.